# Anzaze

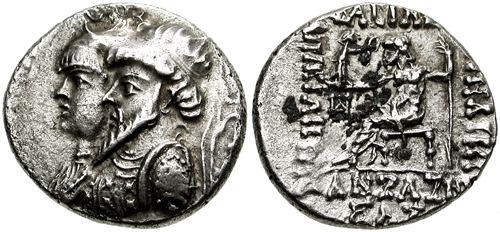
Avbildning av Kamnaskires och Anzaze på ett mynt.

Anzaze var drottning av Elam, gift med kung Kamnaskires III (regerade cirka 80–75 f.Kr.). Hon finns avbildad med sin make på samtida mynt, vilket inte var vanligt för en icke regerande drottning. Hon tros ha varit sin makes medregent. 